# Каксал
Каксал (каз. қақсал) — казахский род в составе племенного объединения аргын Среднего Жуза. Представляет собой единственный подрод рода шегендык.

## Шежире
Шакарим Кудайбердиев происхождение рода каксал возводил к Аргун-ага (Аргын-ага), ойратскому наместнику, служившему в Ильханате Хулагу.
Согласно шежире, приводимому Шакаримом, потомок Аргын-аги — Кодан. Его сын — Даирходжа (Акжол). От старшей его жены — Караходжа. От старшей жены Караходжи — Мейрам. От старшей жены Мейрама — Куандык, Суюндик, Бегндик, Шегндик. Сын Бегндика — Козган, сын Шегндика — Каксал.

## История

### Происхождение
Как полагают исследователи, в этногенезе аргынских родов приняли участие иранские, тюркские и монгольские народы. По мнению ряда исследователей, иранский компонент представлял собой субстрат, тогда как тюркские и монгольские компоненты — суперстрат. Комплексное изучение генеалогии и генофонда аргынов позволяет предполагать, что основным родоначальником аргынов является золотоордынский эмир Караходжа (XIV в.) или его ближайшие предки. Ряд авторов придерживается мнения, что первоначальным ядром и первыми носителями этнонима аргын/аргун были монгольские племена. М. Т. Тынышпаев полагал, что аргыны восходят к нирун-монгольскому племени арикан. Ч. Ч. Валиханов включал аргынов в число монгольских народов Джагатайской орды. Согласно другой версии, аргыны являются потомками Аргун-ага, ойратского наместника, служившего в Ильханате Хулагу. Согласно К. Этвуду, аргыны (аргуны) происходят от завоёванных степных народов Монгольского плато, подчинённых монголами и приведённых на запад монгольским завоеванием. По его мнению, аргыны (аргуны) представляли собой онгутский клан.

### Расселение
Согласно сведениям Г. Н. Потанина, аргынские роды козган и каксал проживали на территориях Атбасарского и Павлодарского уездов. Согласно М. С. Муканову, зимовки родов куандык и шегендык были разбросаны в треугольнике между реками Ишим, Жабай, Ащилы и восточной границей Атбасарской волости. Летние пастбища располагались по речке Ащилы, оз. Кулуколь, к югу от Ишима в урочищах Суйнак, Кайнарлы, озерам Варган и Кшкенеколь.

## Известные представители
- Музафар Алимбаев — казахский поэт и писатель. Участник Великой Отечественной войны.